# Hans-Peter Kurr
Hans-Peter Kurr (* 29. Juni 1937 in Bielefeld; † 4. April 2016 in Hamburg) war ein deutscher Schauspieler und Regisseur.

## Leben
Hans-Peter Kurr studierte nach dem Abitur zunächst Ägyptologie an der Universität Hamburg und schrieb zwei Bücher über ägyptische Religionsgeschichte. Es schloss sich eine zweijährige Ausbildung zum Redakteur und Fotografen an, in deren Folge er als Auslandskorrespondent für verschiedene Zeitungen in aller Welt tätig war. Danach absolvierte Kurr ein Schauspiel- und Regiestudium an der Folkwang Universität der Künste in Essen. Weitere Studiengänge belegte er in Rhetorik bei Professor Walter Jens an der Universität Tübingen sowie in Theatergeschichte an den Universitäten in Wien und München. Als Regieassistent arbeitete er u. a. mit Harry Buckwitz, Arno Assmann und Hans Quest zusammen, später wirkte er als Regisseur an Theatern in Düsseldorf, Hamburg, Köln und London sowie bei den Bad Hersfelder Festspielen. Von 1981 bis 1984 war er Chefdramaturg am Hamburger Ernst-Deutsch-Theater. Im Januar 2015 nahm der Freimaurer Kurr seinen Abschied als Bühnenschauspieler, war aber weiterhin als Regisseur tätig und schrieb Kultur- und Theaterkritiken. Ferner unterrichtete er an der Freien Schauspielschule Hamburg das Fach Theatergeschichte.
Neben seiner Bühnentätigkeit war Kurr bis in die 1990er Jahre hinein sporadisch auf dem Bildschirm zu sehen, so in zwei Folgen der Serie Der Anwalt, im Großstadtrevier oder in einer Tatort-Episode.
Hans-Peter Kurr war Mitglied in der Hamburger St. Johannis-Loge Zum Rothen Adler. 
Bis zu seinem Tod lebte Kurr in Hamburg. Seine letzte Ruhestätte fand er auf dem Friedhof Ohlsdorf bei Kapelle 10. (Grablage S29-259)

## Filmografie
- 1976: Bei Westwind hört man keinen Schuß
- 1976: Freiwillige Feuerwehr
- 1977: Der Anwalt – Narrenfreiheit
- 1978: Der Anwalt – Kunstfehler
- 1980: Grenzfälle
- 1981: I. O. B. – Spezialauftrag – Bestimmungshafen Rio
- 1982: Ein Fall von Zuneigung
- 1984: Die violette Mütze oder Morgen sind wir endlich reich...!
- 1985: Grand mit 3 Damen
- 1986: Finkenwerder Geschichten
- 1986: Tatort – Tod auf Eis
- 1997: Großstadtrevier – Das zweite Gesicht